# Daniel II.
Daniel II., rodným jménem Milík z Talmberka, († 28. března nebo 4. dubna 1214 Velehrad) byl snad knížecí kaplan a později pražský biskup v letech 1197–1214.

## Původ
O jeho mládí není nic známo, pocházel ze šlechtického rodu pánů z Talmberka, jenž byl stejné krve a erbu s pány z Kácova a velkého rodu Kouniců. Byl zvolen jako jeden z posledních biskupů vykonávající vlastně funkci osobního kaplana knížete, o jeho podřízenosti a loajálnosti svědčí i rozvázání manželství Přemysla Otakara I. a Adléty Míšeňské. Vlastní volba byla kanonicky přinejmenším sporná a vleklé spory musel řešit až papež. Doba Danielova úřadování spadá do doby začínající emancipace církve, do které se významně zapojil jak jeho předchůdce Jindřich Břetislav, tak nástupce Ondřej.

## Život

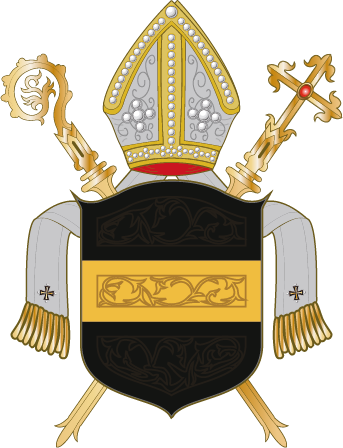
Znak pražské diecéze

O jeho mládí a vzdělání není nic známo, pocházel z českého chudého rodu. Po smrti Jindřicha Břetislava, v jehož osobě se spojil úřad českého knížete a pražského biskupa, nastoupil kníže Vladislav Jindřich a svolal 1. listopadu 1197 sněm, na kterém byl jeho osobní kaplan Milík zvolen novým biskupem a posléze přijal biskupské jméno Daniel. To, že byla zvolena do té doby prakticky neznámá osoba dává tušit, že kníže Vladislav chtěl biskupem loajálního služebníka, který bude plnit funkci knížecího kaplana, což potvrdil i udělením investitury biskupovi (čímž zrušil status biskupství jako samostatného říšského knížectví, který si vydobyl Danielův předchůdce roku 1187).
Na volbu, na kterou si dělala nárok kapitula, podal protest u papeže Inocence III. svatovítský kanovník Arnold spolu s žalobou na Daniela, že je to nelegitimní syn kněze, má ženu a děti a je opilec, dále ho obvinil ze zpronevěry jmění kostela poté, co se vetřel na biskupský kostel. K vyšetření záležitosti pověřil papež magdeburského arcibiskupa Ludolfa z Kroppenstedtu. Arnoldovi se nepodařilo hodnověrně doložit svoje obvinění a musel biskupa potupně prosit o odpuštění. Ačkoliv mu bylo nařízeno mlčení, Arnold ještě jednou obnovil žalobu v Římě, kam na základě obeslání poslal Daniel zmocněnce. Arnoldovi bylo znovu nařízeno mlčení, Danielovi očistná přísaha, kterou v jeho prospěch složili řezenský a hamburský biskup a opati břevnovský, sázavský a kladrubský. Až poté roku 1202 se dostavil Daniel do Říma a papež nařídil, aby byl ctěn jako biskup. Poté došlo k přátelskému vyrovnání Arnolda a Daniela.
Ani další informace o životě biskupově nejsou příliš rozsáhlé. Je patrné, že potvrdil domněnku knížete Vladislava Jindřicha, že nebude pokračovat v emancipační politice církve ke knížecí moci svého předchůdce. Ať už to bylo rozvázání nepohodlného svazku Adléty a Přemysla Otakara, nebo nedůsledné vymáhání práva na souzení kněží před církevním soudem a práva pro kontrolu dosazovaných kněží na fary. Zemřel na moravském Velehradě roku 1214.

## Biskupská pečeť
Jsou známy tři originály listin, které dle koroborace zpečetil Daniel, ale ani na jedné se pečeť nedochovala, ačkoliv v druhé polovině 20. století došlo k záhadnému nálezu pečeti k jedné listině z roku 1201, v níž se biskup vzdal desátků ze zboží Tepelského kláštera ve prospěch tohoto kláštera, ale později se ukázalo, že se spíše jedná o omylem přiřazenou špatně čitelnou pečeť olomouckého biskupa Roberta. Jedna pečeť se však dochovala, byla to pečeť nalezená v oltářní mense při rekonstrukci kostela sv. Jana Křtitele v Nudvojovicích (dnes součást Turnova) v roce 1894, která byla na schránce se svatými ostatky. Jednalo se o kulatou pečeť s opisem S. D. G. PRAGENSIS EPC † DANIEL, obraz vychází z druhého typu pečeti Danielova předchůdce Jindřicha Břetislava, tvoří ho sedící postava s biskupskými pontifikáliemi, která pravicí žehná a v levici drží berlu. Originál byl převezen do diecézního muzea v Litoměřicích.